# Umicore
Umicore é uma multinacional da Bélgica que atua na área de metais e mineração, foi fundada em 1989, após a fusão de 4 empresas para formar a União Minière, porém em 2001 mudou seu nome para Umicore, tem sua sede em Bruxelas, Bélgica.

## Divisões de Negócios
A Umicore atualmente atua nas áreas de metais, mineração, reciclagem, catálise, produtos químicos, etc.

## Estrutura Acionaria
Em 7 de fevereiro de 2012, 3 empresas declararam ter mais de 3% do capital da empresa, os maiores acionistas são: Vanguard Precious Metals and Mining Fund com 3,02%, Fidelity Management & Research LLC com 3,34%, BlackRock com 4,96% e a tesouraria da empresa com 6,19% das ações.